# Гладно Село
Гладно Село (алб. Gllanasellë) је насеље у општини Глоговац, Косово и Метохија, Република Србија.
Овде се налази Споменик природе „Пећина у селу Гладно Село“.

## Становништво
| Демографија | Демографија | Демографија |
| Година      | Становника  | Становника  |
| ----------- | ----------- | ----------- |
| 1948.       | 502         |             |
| 1953.       | 570         |             |
| 1961.       | 679         |             |
| 1971.       | 950         |             |
| 1981.       | 1.367       |             |
| 1991.       | 1.814       |             |